# العلاقات البليزية التوفالية
العلاقات البليزية التوفالية هي العلاقات الثنائية التي تجمع بين بليز وتوفالو.

## مقارنة بين البلدين
هذه مقارنة عامة ومرجعية للدولتين:
| وجه المقارنة                                              | بليز         | توفالو                         |
| --------------------------------------------------------- | ------------ | ------------------------------ |
| المساحة (كم2)                                             | 22.97 ألف    | 26                             |
| عدد السكان (نسمة)                                         | 374.68 ألف   | 11.19 ألف                      |
| الكثافة السكانية (ن./كم²)                                 | 16.31        | 43.04 ألف                      |
| العاصمة                                                   | بلموبان      | فونافوتي                       |
| اللغة الرسمية                                             | لغة إنجليزية | اللغة التوفالوية، لغة إنجليزية |
| العملة                                                    | دولار بليزي  | دولار توفالو                   |
| الناتج المحلي الإجمالي (بليون دولار)                      | 1.84 مليار   | 39.73 مليون                    |
| الناتج المحلي الإجمالي (تعادل القوة الشرائية) بليون دولار | 3.05 مليار   | 38.93 مليون                    |
| الناتج المحلي الإجمالي الاسمي للفرد دولار أمريكي          | 4.88 ألف     | 3.29 ألف                       |
| الناتج المحلي الإجمالي للفرد دولار أمريكي                 | 8.42 ألف     | 3.77 ألف                       |
| مؤشر التنمية البشرية                                      | 0.715        |                                |
| رمز المكالمات الدولي                                      | +501         | +688                           |
| رمز الإنترنت                                              | .bz          | .tv                            |
| المنطقة الزمنية                                           | 00           | ت ع م+12:00                    |

## منظمات دولية مشتركة
يشترك البلدان في عضوية مجموعة من المنظمات الدولية، منها:
| علم المنظمة | اسم المنظمة                                 | تاريخ انضمام بليز | تاريخ انضمام توفالو |
| ----------- | ------------------------------------------- | ----------------- | ------------------- |
|             | مجموعة دول أفريقيا والكاريبي والمحيط الهادئ | ?                 | ?                   |
|             | منظمة حظر الأسلحة الكيميائية                | ?                 | ?                   |
|             | تحالف الدول الجزرية الصغيرة                 | ?                 | ?                   |
|             | الأمم المتحدة                               | 25 سبتمبر 1981    | 5 سبتمبر 2000       |
|             | دول الكومنولث                               | ?                 | ?                   |
|             | يونسكو                                      | 10 مايو 1982      | 21 أكتوبر 1991      |
|             | مؤسسة التنمية الدولية                       | 19 مارس 1982      | 24 يونيو 2010       |
|             | البنك الدولي للإنشاء والتعمير               | 19 مارس 1982      | 24 يونيو 2010       |
|             | الاتحاد البريدي العالمي                     | ?                 | ?                   |
|             | الاتحاد الدولي للاتصالات                    | 16 ديسمبر 1981    | 15 أغسطس 1996       |

## وصلات خارجية
- موقع وزارة الخارجية البليزية